# Episodi de Le avventure di Rin Tin Tin (seconda stagione)
La seconda stagione della serie televisiva Le avventure di Rin Tin Tin è stata trasmessa in anteprima negli Stati Uniti d'America dalla ABC tra il 9 settembre 1955 e il 1º giugno 1956.
| nº | Titolo originale                    | Titolo italiano         | Prima TV USA      | Prima TV Italia |
| -- | ----------------------------------- | ----------------------- | ----------------- | --------------- |
| 1  | The Bugle Call                      | Squilli di tromba       | 9 settembre 1955  |                 |
| 2  | Rin Tin Tin Meets Shakespeare       |                         | 16 settembre 1955 |                 |
| 3  | The Wild Stallion                   |                         | 23 settembre 1955 |                 |
| 4  | Rusty Volunteers                    | I due volontari         | 30 settembre 1955 |                 |
| 5  | The Poor Little Rich Boy            | Povero bambino ricco    | 7 ottobre 1955    |                 |
| 6  | The White Buffalo                   |                         | 14 ottobre 1955   |                 |
| 7  | Rin Tin Tin Meets Mister President  |                         | 21 ottobre 1955   |                 |
| 8  | The Iron Horse                      | Attacco al treno        | 28 ottobre 1955   |                 |
| 9  | Connecticut Yankees                 |                         | 4 novembre 1955   |                 |
| 10 | Higgins Rides Again                 |                         | 11 novembre 1955  |                 |
| 11 | Boone's Wedding Day                 |                         | 18 novembre 1955  |                 |
| 12 | Rusty Goes to Town                  |                         | 25 novembre 1955  |                 |
| 13 | Lost Patrol                         |                         | 2 dicembre 1955   |                 |
| 14 | The Star Witness                    |                         | 9 dicembre 1955   |                 |
| 15 | The Last Chance                     |                         | 16 dicembre 1955  |                 |
| 16 | Rin Tin Tin and the Christmas Story | Una storia di Natale    | 23 dicembre 1955  |                 |
| 17 | The Burial Ground                   |                         | 30 dicembre 1955  |                 |
| 18 | The Missing Heir                    |                         | 13 gennaio 1956   |                 |
| 19 | Rusty's Romance                     |                         | 20 gennaio 1956   |                 |
| 20 | The Tin Soldier                     | Il soldatino di piombo  | 27 gennaio 1956   |                 |
| 21 | The Big Top                         |                         | 3 febbraio 1956   |                 |
| 22 | Rusty's Bank Account                |                         | 10 febbraio 1956  |                 |
| 23 | Rin Tin Tin Meets O'Hara's Mother   | L'incontro con la mamma | 17 febbraio 1956  |                 |
| 24 | The Return of the Ancient Mariner   |                         | 24 febbraio 1956  |                 |
| 25 | The Failing Light                   |                         | 2 marzo 1956      |                 |
| 26 | Rusty's Mystery                     |                         | 9 marzo 1956      |                 |
| 27 | The Third Rider                     | Il terzo cavaliere      | 16 marzo 1956     |                 |
| 28 | Rusty Surrenders                    |                         | 23 marzo 1956     |                 |
| 29 | Rin Tin Tin and the Rainmaker       |                         | 23 marzo 1956     |                 |
| 30 | Scotchman's Gold                    |                         | 6 aprile 1956     |                 |
| 31 | Attack on Fort Apache               |                         | 13 aprile 1956    |                 |
| 32 | Homer the Great                     |                         | 20 aprile 1956    |                 |
| 33 | Rinty Finds a Bone                  |                         | 27 aprile 1956    |                 |
| 34 | Rusty Meets Mr. Nobody              |                         | 4 maggio 1956     |                 |
| 35 | Circle of Fire                      |                         | 11 maggio 1956    |                 |
| 36 | Hubert Goes West                    |                         | 18 maggio 1956    |                 |
| 37 | Lost Treasure                       |                         | 25 maggio 1956    |                 |
| 38 | Rin Tin Tin and the Second Chance   |                         | 1º giugno 1956    |                 |